# Team Novus
Team Novus is een internationaal schaatscollectief, dat is opgericht bij aanvang van seizoen 2022-2023. Team Novus stelt zich, naast het optimaal ondersteunen van de aangesloten schaatsers, ten doel de schaatssport internationaal naar een hoger niveau te brengen. Het motto van het team is: AutheNtic, InnOvative, DiVerse, United, LimitleSs. De trainingstaf bestaat uit Daniel Greig, Michel Mulder, Michel Butter en Thomas Geerdinck. Teammanager is Lieuwe Krol.
Tijdens het eerste seizoen waren de resultaten direct aansprekend. Alle schaatsers plaatsten zich voor de ISU World Cup wedstrijden en haalden diverse podiumplaatsen. Op het ISU WK afstanden reden alle schaatsers binnen de top-8, won Vanessa Herzog zilver op de 500 meter en Cornelius Kersten verrassend brons op de 1000 meter. Aan het slot van het seizoen won Dione Voskamp de wedstrijd om De Zilveren Bal.
Met ingang van seizoen 2023/2024 is Team Novus ook een ontwikkelingsprogramma voor talentvolle schaatsers gestart, met zeven rijders uit o.a. Groot-Brittannië, België en Frankrijk.

## Seizoen 2025-2026
De volgende langebaanschaatsers maken deel uit van dit team:
| Mannen            | Mannen                  | Vrouwen        | Vrouwen                   |
| Naam              | Specialisatie           | Naam           | Specialisatie             |
| ----------------- | ----------------------- | -------------- | ------------------------- |
| Kai in 't Veld    | 1000 en 1500 meter      | Dione Voskamp  | 500 en 1000 meter         |
| Serge Yoro        | 500 en 1000 meter       | Vanessa Herzog | 500, 1000 en 1500 meter   |
| Robbe Beelen      | 500, 1000 en 1500 meter | Naomi Verkerk  | 500 en 1000 meter         |
| Indra Médard      | 1500 en 5000 meter      | Sandrine Tas   | 1500 meter en massa start |
| Jasons Suttels    | 1500 en 5000 meter      |                |                           |
| Germain Deschamps | 5000 en 10.000 meter    |                |                           |